# Randal Oto'o
Junior Randal Oto'o Zué, abrégé Randal Oto'o, né le 23 mai 1994 à Libreville, est un footballeur international gabonais. Il évolue au poste de défenseur droit.

## Carrière

### En club
Avec les clubs de Braga, Leixões et Tondela, il joue 52 matchs en deuxième division portugaise, et 19 matchs en première division portugaise.
Randal Oto'o est prêté au KVC Westerlo lors de l'été 2016.

### En sélection
Il honore sa première sélection le 10 janvier 2013, lors d'un match amical contre la Tunisie.
Lors de l'année 2014, il joue deux matchs contre l'Angola et le Lesotho, comptant pour les éliminatoires de la Coupe d'Afrique des nations 2015.
Par la suite, lors de l'année 2015, il joue deux matchs contre le Mozambique, rentrant dans le cadre des éliminatoires du mondial 2018.

## Statistiques
| Saison                | Club                  | Championnat           | Championnat | Championnat | Coupe nationale | Coupe nationale | Coupe de la Ligue | Coupe de la Ligue | Gabon | Gabon | Total | Total |
| Saison                | Club                  | Division              | M.          | B.          | M.              | B.              | M.                | B.                | M.    | B.    | M.    | B.    |
| 2013-2014             | Leixões SC (prêt)     | Segunda Liga          | 23          | 0           | 1               | 0               | 1                 | 0                 | 2     | 0     | 27    | 0     |
| 2014-2015             | SC Braga B            | Segunda Liga          | 29          | 0           | -               | -               | 0                 | 0                 | 6     | 0     | 35    | 0     |
| 2015-2016             | CD Tondela (prêt)     | Primeira Liga         | 19          | 0           | 0               | 0               | 0                 | 0                 | 6     | 0     | 25    | 0     |
| 2016-2017             | KVC Westerlo (prêt)   | Jupiler Pro League    | 0           | 0           | 0               | 0               | -                 | -                 | -     | -     | 0     | 0     |
| Total sur la carrière | Total sur la carrière | Total sur la carrière | 71          | 0           | 1               | 0               | 1                 | 0                 | 14    | 0     | 87    | 0     |